# 莫达库里奇
莫达库里奇（Modakurichi），是印度泰米尔纳德邦Erode县的一个城镇。总人口10036（2001年）。

## 人口
该地2001年总人口10036人，其中男性5071人，女性4965人；0—6岁人口925人，其中男482人，女443人；识字率62.10%，其中男性为71.86%，女性为52.12%。